# Viehmoorgraben

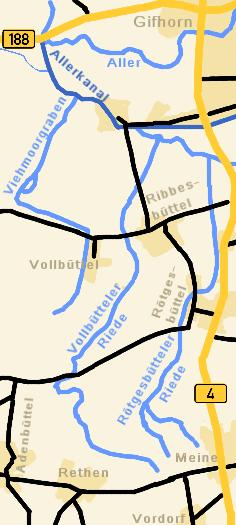
Verlaufskarte des Viehmoorgrabens

Der Viehmoorgraben ist ein Bach auf der Papenteicher Hochfläche und im Aller-Urstromtal mit einem knapp 20 km² großen Einzugsgebiet südwestlich der Stadt Gifhorn. Der Bach mündet zwischen Ribbesbüttel und Brenneckenbrück in den Allerkanal.

## Topographie
Der Bach entsteht südwestlich von Vollbüttel in einem landwirtschaftlich genutzten Bereich und fließt von hier aus in nördlicher Richtung an Vollbüttel vorbei, wo der Ablauf einer Abwasserreinigungsanlage in den Bach mündet. Er wendet sich nach Nordwesten zum Naturschutzgebiet „Viehmoor“ bei Leiferde. Dort fließt er nach Norden und anschließend durch das Waldgebiet Leiferder Wald zur Fahlen Heide, bevor er etwa einen Kilometer westlich von Winkel in den Allerkanal mündet.

## Flora und Fauna
In seinem Oberlauf ist der Viehmoorgraben aufgrund seines Verlaufs durch landwirtschaftliche Nutzflächen weitgehend begradigt und ausgebaut. Er wird hier zum Teil als Entwässerungsgraben genutzt. In den Sommermonaten ist die Wasserführung im Oberlauf teilweise sehr gering, was sich in regenarmen Zeiten bis zum völligen Trockenfallen ausweitet. Im Unterlauf, nördlich von Vollbüttel ist der Bach durch seine Lage im Naturschutzgebiet weitgehend naturnah geblieben.
Es finden sich vier auf nur temporär bestehende Gewässer spezialisierte Tierarten, die auf der Roten Liste des Landes Niedersachsen geführt werden:
- zwei verschiedene Unterarten der Köcherfliege
- eine Unterart des Langtasterwasserkäfers
- eine Unterart der Blasenschnecken

## Gewässergüte
Der niedersächsische Gewässergütebericht von 2004 bewertet die chemische Gewässerbelastung des Viehmoorgrabens fast im gesamten Verlauf als kritisch belastet (Güteklasse II-III).